# مراح الحاج
مراح الحاج هي إحدى القرى اللبنانية من قرى قضاء البترون في محافظة الشمال.